# Reclaim
Reclaim – minialbum norweskiej grupy muzycznej Keep of Kalessin. Wydawnictwo ukazało się 6 grudnia 2003 roku nakładem wytwórni muzycznej FaceFront Records. Nagrania zostały zarejestrowane w lipcu 2003 roku w Silvertone Studios oraz Schweinhund Studios. Mastering odbył się w Masterhuset.

## Lista utworów
Opracowano na podstawie materiału źródłowego.
| Nr | Tytuł utworu                       | Słowa             | Muzyka                            | Długość |
| -- | ---------------------------------- | ----------------- | --------------------------------- | ------- |
| 1. | „Traveller” (utwór instrumentalny) |                   | Arnt Ove Stian Grønbech           | 01:57   |
| 2. | „IX”                               | Torstein Parelius | Arnt Ove Grønbech, Stian Grønbech | 05:30   |
| 3. | „Come Damnation”                   | Torstein Parelius | Arnt Ove Stian Grønbech           | 06:48   |
| 4. | „Obliterator”                      | Torstein Parelius | Arnt Ove Stian Grønbech           | 05:05   |
| 5. | „Reclaim”                          | Arnt Ove Grønbech | Arnt Ove Grønbech                 | 07:41   |
|    |                                    |                   |                                   | 27:01   |

## Twórcy
Opracowano na podstawie materiału źródłowego.
- Attila Csihar - wokal prowadzący
- Arnt Ove "Obsidian Claw" Grønbech - gitara elektryczna, gitara basowa, instrumenty klawiszowe, wokal wspierający, produkcja
- Kjetil-Vidar "Frost" Haraldstad - perkusja
- Svein "Schwein" Solberg - produkcja, miksowanie
- Masterhuset - mastering
- Asgeir Mickelson (MultiMono) - oprawa graficzna

## Wydania
| Rok  | Nr katalogowy | Format          | Wydawca          | Region   | Źródło |
| ---- | ------------- | --------------- | ---------------- | -------- | ------ |
| 2003 | FF025         | CD, MiniAlbum   | FaceFront        | Norwegia | [ 4 ]  |
| 2004 | N:C:U 025     | Cass, MiniAlbum | N:C:U            | Niemcy   | [ 4 ]  |
| 2011 | INDIE046CD    | CD, MiniAlbum   | Indie Recordings | Norwegia | [ 4 ]  |